# Henryk Czekała
Henryk Czekała, pseud. Szkot (ur. 8 czerwca 1965) – polski artysta, szantymen, jeden z głównych przedstawicieli sceny folku morskiego szanta. Od 1985 występuje jako wokalista w zespole Mechanicy Shanty. Był także członkiem, współzałożycielem i szantymenem zespołu Ryczące Dwudziestki. Przez pewien czas występując w obu formacjach. Od ok. 2004 roku prowadzi też autorski projekt Szkocka Trupa, do którego zaprasza wielu muzyków, znanych ze sceny marynistycznej i folkowej. Jest tłumaczem i autorem wielu polskich wersji znanych szant i piosenek żeglarskich.

## Dyskografia
- Mechanicy Shanty (płyta gramofonowa, MC)
- Zapach lądu (MC)
- Live 97' – 1997 (MC, płyta CD)
- W granicach folku – 1999 (MC, płyta CD)